# Шёнерер, Георг фон
Георг Генрих Риттер фон Шёнерер (нем. Georg Heinrich Schönerer; 17 июля 1842, Австрийская империя — 14 августа 1921, Цветль-Нидерэстеррайх, Нижняя Австрия) — австрийский политический деятель, лидер немецко-национального движения.

## Биография
Сын замлевладельца. С 1861 года изучал агрономию в университетах Тюбингена, Гогенгейма и Мошонмадьяровара.
После поражения Австрии в австро-прусской войне 1866 года, распадом Германской Конфедерации и основанием Германской империи в 1871 году, стал активно заниматься политической деятельностью.

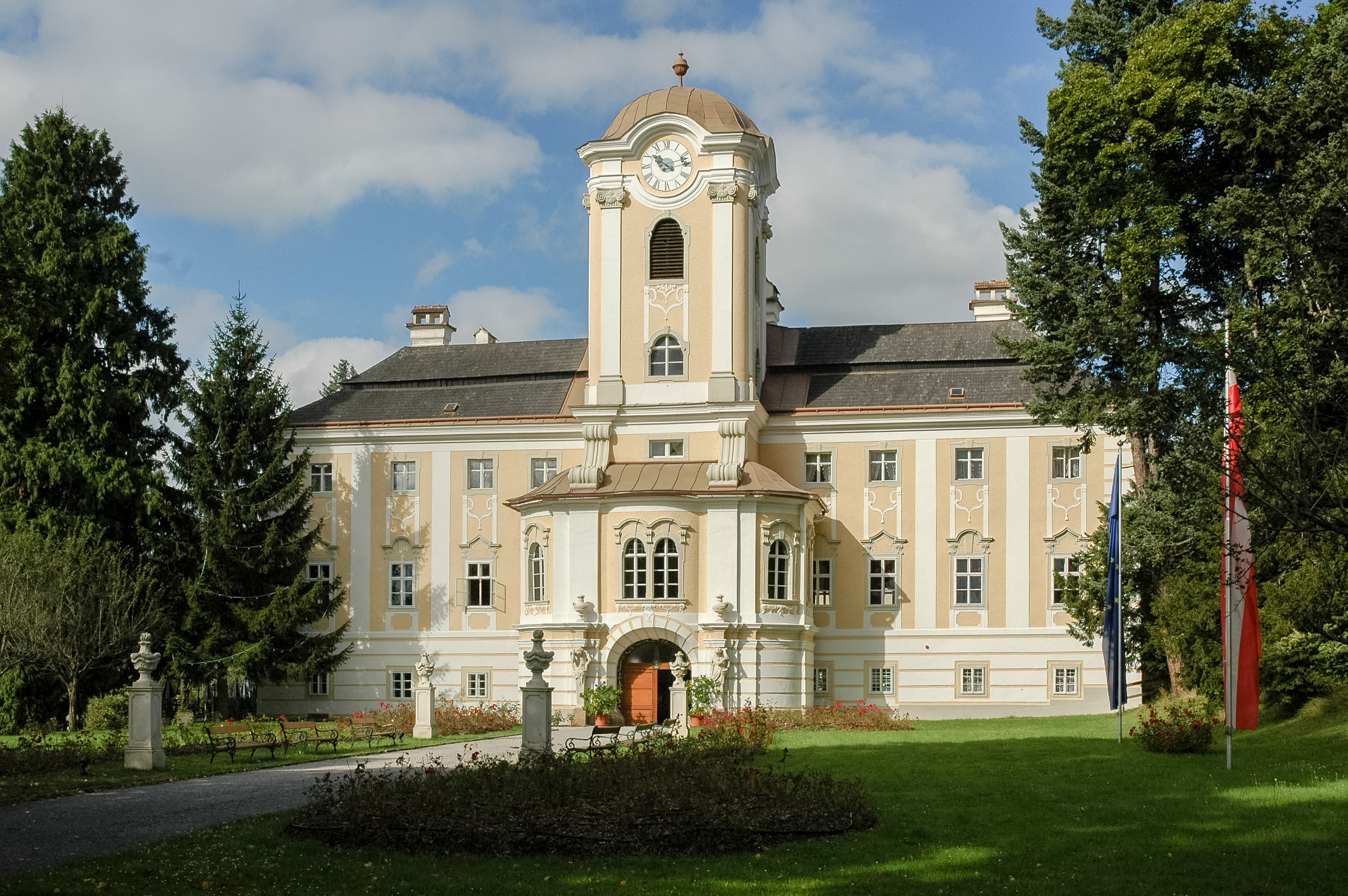
Замок Rosenau, место смерти фон Шёнерера

В 1873—1878 и 1897—1907 годах избирался членом австрийского Рейхсрата . Первоначально отличался либеральными взглядами, позже радикально националистическими, антиславянскими и антикатолическими.
Считал себя учеником немецкого антисемита Е. Дюринга. В 1879 году основал антисемитскую пангерманскую националистическую организацию, которую возглавлял в 1882—1889 годах. В то время требовал устранения власти Габсбургов и создания Великой Германии под руководством Пруссии, провозглашая при этом лозунг Через единство к чистоте.
Проповедовал радикальный (расовый) антисемитизм, выступал за включение немецкоязычных областей Австрии в состав Германской империи, восхищался О. фон Бисмарком.
Будучи ярым противником Римско-католической церкви, возглавлял движение «Прочь от Рима», сам перешёл в протестантизм. Издавал ряд печатных органов немецких националистов (в том числе ж. «Неискажённые немецкие слова»); пользовался поддержкой в среде немецкого студенчества Австрии.
В 1888 фон Шёнерер со своими сторонниками напал на редакцию газеты Neues Wiener Tagblatt под предлогом борьбы против «еврейской прессы», был приговорён к тюремному заключению и лишён депутатского мандата. Считался символом немецкого национализма в Австрии.
Хотя его партия не имела большого успеха на политической арене, представленная им идеология значительно повлияла на молодого А. Гитлера и НСДАП. Сам Гитлер характеризовал его как великого и глубокого мыслителя. Ему приписывают авторство псевдосредневекового приветствия «Хайль!». Его сторонники называли его «фюрером». Оба эти слова навсегда вошли в лексикон сторонников нацистской идеологии.
После смерти Бисмарка ежегодно ездил со своими сторонниками на могилу Железного канцлера во Фридрихсру и был сам похоронен там в 1921 году в соответствии с его последней волей.